# Camillea leprieurii
Camillea leprieurii är en svampart som beskrevs av Mont. 1849. Camillea leprieurii ingår i släktet Camillea och familjen kolkärnsvampar.   Inga underarter finns listade i Catalogue of Life.